# Brett Hawke
Brett Geoffrey Hawke (Sydney, 2 de junho de 1975) é um ex-nadador australiano. Participou de duas edições dos Jogos Olímpicos, ficando em 13º lugar nos 50m livre nos Jogos de Sydney e em 6º na mesma prova nos Jogos de Atenas. Hawke possui três medalhas conquistadas nos Jogos da Comunidade: uma prata em Manchester 2002 e uma prata e um bronze em Melbourne 2006. Também conquistou medalhas no Campeonato Mundial de Natação em Piscina Curta, nas edições de Rio de Janeiro 1995 (prata nos 4x100m livre) e Moscou 2002 (prata nos 4x100m medley).
Após encerrar a carreira se tornou técnico na Universidade de Auburn, treinando atletas como o brasileiro César Cielo, campeão mundial e olímpico.